# Circoscrizione Friuli-Venezia Giulia (Senato della Repubblica)
La circoscrizione Friuli-Venezia Giulia è una circoscrizione elettorale italiana per l'elezione del Senato della Repubblica.

## Storia
La circoscrizione elettorale venne istituita, con altre 19, per le prime elezioni del Senato della Repubblica, tramite Legge del 6 febbraio 1948, n. 29 in ottemperanza alla Costituzione della Repubblica Italiana che prescrive, all'art. 57, che «il Senato della Repubblica è eletto a base regionale». Fu suddivisa in 6 collegi di lista, in base al D.P.R. del 6 febbraio 1948, n. 30.
In rispetto del suddetto articolo, la circoscrizione venne riconfermata in seguito in tutte le leggi elettorali inerenti al Senato della Repubblica.
La Legge 4 agosto 1993, n. 276 modificò il territorio suddividendolo in 5 collegi uninominali, in base al D.Lgs. del 20 dicembre 1993 n. 535. I suddetti collegi vennero aboliti dalla Legge del 21 dicembre 2005, n. 270.
L'attuale Legge 3 novembre 2017, n. 165, ha ricreato nel territorio della circoscrizione collegi uninominali e collegi plurinominali che devono essere determinati dal governo tramite decreto legislativo.

## Territorio
Il territorio della circoscrizione corrisponde, fin dalla sua istituzione, a quello della regione Friuli-Venezia Giulia.

## Seggi
Per l'attribuzione dei seggi spettanti ad ogni regione, bisogna ottemperare anche in questo caso alla Costituzione della Repubblica Italiana la quale prescriveva, alla data di promulgazione del 1948, che «Nessuna Regione può avere un numero di senatori inferiore a sei. La Valle d’Aosta ha un solo senatore», modificata poi con la Legge costituzionale 9 febbraio 1963, n. 2 che recita «Nessuna Regione può avere un numero di senatori inferiori a sette; il Molise ne ha due, la Valle d’Aosta uno.»
Partendo da un minimo costituzionale di sei seggi per regione, divenuti poi sette, la ripartizione dei seggi spettanti alla circoscrizione viene effettuata in proporzione alla popolazione delle Regioni, quale risulta dall'ultimo censimento generale, sulla base dei quozienti interi e dei più alti resti.

## Dal 1948 al 1993
In base alla legge in vigore dal 1948, essenzialmente proporzionale, i partiti presentavano in ogni circoscrizione un candidato per ogni collegio. All'interno di ciascun collegio, veniva eletto senatore il candidato che avesse raggiunto il quorum del 65% delle preferenze. Qualora nessun candidato avesse conseguito l'elezione, i voti di tutti i candidati venivano raggruppati nelle liste di partito a livello regionale, dove i seggi venivano allocati utilizzando il metodo D'Hondt delle maggiori medie statistiche e quindi, all'interno di ciascuna lista, venivano dichiarati eletti senatori i candidati con le migliori percentuali di preferenza.

### Collegi elettorali
- Tolmezzo
- Udine
- Cividale del Friuli
- San Vito al Tagliamento (1948-1963)
- Pordenone
- Gorizia
- Trieste I (1963-1993)
- Trieste II (1963-1993)

### I Legislatura
Tra gli eletti, raggiunse il quorum del 65% dei voti nei collegi Michele Gortani (collegio 1 - Tolmezzo), indicato in grassetto nelle tabelle sottostanti.
| Partito                            | Partito                            | Risultati 18 aprile 1948 | Risultati 18 aprile 1948 | Risultati 18 aprile 1948 | Seggi | Seggi |
| Partito                            | Partito                            | Voti                     | %                        | ±                        | Num   | ±     |
| ---------------------------------- | ---------------------------------- | ------------------------ | ------------------------ | ------------------------ | ----- | ----- |
|                                    | Democrazia Cristiana               | 288 200                  | 61,51                    | n.d.                     | 4     | n.d.  |
|                                    | Fronte Democratico Popolare        | 101 824                  | 21,73                    | n.d.                     | 1     | n.d.  |
|                                    | Unità Socialista-PRI               | 62 462                   | 13,33                    | n.d.                     | 1     | n.d.  |
|                                    | Blocco Nazionale                   | 14 128                   | 3,02                     | n.d.                     | 0     | n.d.  |
|                                    | Indipendenti                       | 1 947                    | 0,42                     | n.d.                     | 0     | n.d.  |
|                                    |                                    |                          |                          |                          |       |       |
| Iscritti                           | Iscritti                           | 543 644                  | 100,00                   |                          |       |       |
| ↳ Votanti (% su iscritti)          | ↳ Votanti (% su iscritti)          | 491 870                  | 90,48                    | n.d.                     |       |       |
| ↳ Voti validi (% su votanti)       | ↳ Voti validi (% su votanti)       | 468 561                  | 95,26                    |                          |       |       |
| ↳ Schede non valide (% su votanti) | ↳ Schede non valide (% su votanti) | 23 309                   | 4,74                     |                          |       |       |
| ↳ Astenuti (% su iscritti)         | ↳ Astenuti (% su iscritti)         | 51 774                   | 9,52                     |                          |       |       |

| Eletti | Eletti            |
| ------ | ----------------- |
|        | Michele Gortani   |
|        | Gaetano Pietra    |
|        | Tiziano Tessitori |
|        | Zefferino Tomè    |
|        | Antonio Tambarin  |
|        | Giuseppe Asquini  |

### II Legislatura
Nessun candidato nei collegi uninominali raggiunse il quorum del 65% dei voti per essere eletto automaticamente; i seggi vennero pertanto assegnati proporzionalmente ai voti ricevuti.
| Partito                            | Partito                                 | Risultati 7 giugno 1953 | Risultati 7 giugno 1953 | Risultati 7 giugno 1953 | Seggi | Seggi   |
| Partito                            | Partito                                 | Voti                    | %                       | ±                       | Num   | ±       |
| ---------------------------------- | --------------------------------------- | ----------------------- | ----------------------- | ----------------------- | ----- | ------- |
|                                    | Democrazia Cristiana                    | 250 481                 | 52,25                   | 9,26                    | 4     | Stabile |
|                                    | Partito Comunista Italiano              | 69 783                  | 14,56                   | n.d.                    | 1     | n.d.    |
|                                    | Partito Socialista Italiano             | 58 877                  | 12,28                   | n.d.                    | 1     | n.d.    |
|                                    | Partito Socialista Democratico Italiano | 36 103                  | 7,53                    | n.d.                    | 0     | n.d.    |
|                                    | Movimento Sociale Italiano              | 30 108                  | 6,28                    | n.d.                    | 0     | n.d.    |
|                                    | Partito Nazionale Monarchico            | 15 843                  | 3,31                    | n.d.                    | 0     | n.d.    |
|                                    | Unità Popolare                          | 12 281                  | 2,56                    | n.d.                    | 0     | n.d.    |
|                                    | Partito Liberale Italiano               | 5 875                   | 1,23                    | n.d.                    | 0     | n.d.    |
|                                    |                                         |                         |                         |                         |       |         |
| Iscritti                           | Iscritti                                | 560 203                 | 100,00                  |                         |       |         |
| ↳ Votanti (% su iscritti)          | ↳ Votanti (% su iscritti)               | 503 735                 | 89,92                   | 0,56                    |       |         |
| ↳ Voti validi (% su votanti)       | ↳ Voti validi (% su votanti)            | 479 351                 | 95,16                   |                         |       |         |
| ↳ Schede non valide (% su votanti) | ↳ Schede non valide (% su votanti)      | 24 384                  | 4,84                    |                         |       |         |
| ↳ Astenuti (% su iscritti)         | ↳ Astenuti (% su iscritti)              | 56 468                  | 10,08                   |                         |       |         |

| Eletti | Eletti             |
| ------ | ------------------ |
|        | Guglielmo Pelizzo  |
|        | Antonio Rizzatti   |
|        | Tiziano Tessitori  |
|        | Zefferino Tomè     |
|        | Giacomo Pellegrini |
|        | Ciro Liberali      |

### III Legislatura
Nessun candidato nei collegi uninominali raggiunse il quorum del 65% dei voti per essere eletto automaticamente; i seggi vennero pertanto assegnati proporzionalmente ai voti ricevuti.
| Partito                            | Partito                                 | Risultati 25 maggio 1958 | Risultati 25 maggio 1958 | Risultati 25 maggio 1958 | Seggi | Seggi   |
| Partito                            | Partito                                 | Voti                     | %                        | ±                        | Num   | ±       |
| ---------------------------------- | --------------------------------------- | ------------------------ | ------------------------ | ------------------------ | ----- | ------- |
|                                    | Democrazia Cristiana                    | 252 488                  | 51,44                    | 0,81                     | 4     | Stabile |
|                                    | Partito Socialista Italiano             | 77 206                   | 15,73                    | 3,45                     | 1     | Stabile |
|                                    | Partito Comunista Italiano              | 64 172                   | 13,07                    | 1,49                     | 1     | Stabile |
|                                    | Partito Socialista Democratico Italiano | 43 332                   | 8,83                     | 1,30                     | 0     | Stabile |
|                                    | Movimento Sociale Italiano              | 24 252                   | 4,94                     | 1,34                     | 0     | Stabile |
|                                    | Partito Liberale Italiano               | 13 141                   | 2,68                     | 1,45                     | 0     | Stabile |
|                                    | Partito Nazionale Monarchico            | 10 513                   | 2,14                     | 1,17                     | 0     | Stabile |
|                                    | PRI-PR                                  | 3 177                    | 0,65                     | n.d.                     | 0     | n.d.    |
|                                    | Partito Monarchico Popolare             | 2 599                    | 0,53                     | n.d.                     | 0     | n.d.    |
|                                    |                                         |                          |                          |                          |       |         |
| Iscritti                           | Iscritti                                | 560 203                  | 100,00                   |                          |       |         |
| ↳ Votanti (% su iscritti)          | ↳ Votanti (% su iscritti)               | 503 735                  | 89,92                    | 1,53                     |       |         |
| ↳ Voti validi (% su votanti)       | ↳ Voti validi (% su votanti)            | 490 880                  | 97,45                    |                          |       |         |
| ↳ Schede non valide (% su votanti) | ↳ Schede non valide (% su votanti)      | 12 855                   | 2,55                     |                          |       |         |
| ↳ Astenuti (% su iscritti)         | ↳ Astenuti (% su iscritti)              | 56 468                   | 10,08                    |                          |       |         |

| Eletti | Eletti             |
| ------ | ------------------ |
|        | Giuseppe Garlato   |
|        | Guglielmo Pelizzo  |
|        | Tiziano Tessitori  |
|        | Ettore Vallauri    |
|        | Fermo Solari       |
|        | Giacomo Pellegrini |

### IV Legislatura
Nessun candidato nei collegi uninominali raggiunse il quorum del 65% dei voti per essere eletto automaticamente; i seggi vennero pertanto assegnati proporzionalmente ai voti ricevuti.
| Partito                            | Partito                                          | Risultati 28 aprile 1963 | Risultati 28 aprile 1963 | Risultati 28 aprile 1963 | Seggi | Seggi   |
| Partito                            | Partito                                          | Voti                     | %                        | ±                        | Num   | ±       |
| ---------------------------------- | ------------------------------------------------ | ------------------------ | ------------------------ | ------------------------ | ----- | ------- |
|                                    | Democrazia Cristiana                             | 311 419                  | 44,72                    | 6,72                     | 4     | Stabile |
|                                    | Partito Comunista Italiano                       | 125 575                  | 18,03                    | 4,96                     | 1     | Stabile |
|                                    | Partito Socialista Italiano                      | 94 791                   | 13,61                    | 2,12                     | 1     | Stabile |
|                                    | Partito Socialista Democratico Italiano          | 71 572                   | 10,28                    | 1,45                     | 1     | 1       |
|                                    | Movimento Sociale Italiano                       | 46 298                   | 6,65                     | 1,71                     | 0     | Stabile |
|                                    | Partito Liberale Italiano                        | 36 841                   | 5,29                     | 2,61                     | 0     | Stabile |
|                                    | Partito Repubblicano Italiano                    | 6 529                    | 0,94                     | n.d.                     | 0     | n.d.    |
|                                    | Partito Democratico Italiano di Unità Monarchica | 3 399                    | 0,49                     | n.d.                     | 0     | n.d.    |
|                                    |                                                  |                          |                          |                          |       |         |
| Iscritti                           | Iscritti                                         | 799 382                  | 100,00                   |                          |       |         |
| ↳ Votanti (% su iscritti)          | ↳ Votanti (% su iscritti)                        | 725 492                  | 90,76                    | 0,84                     |       |         |
| ↳ Voti validi (% su votanti)       | ↳ Voti validi (% su votanti)                     | 696 424                  | 95,99                    |                          |       |         |
| ↳ Schede non valide (% su votanti) | ↳ Schede non valide (% su votanti)               | 29 068                   | 4,01                     |                          |       |         |
| ↳ Astenuti (% su iscritti)         | ↳ Astenuti (% su iscritti)                       | 73 890                   | 9,24                     |                          |       |         |

| Eletti | Eletti            |
| ------ | ----------------- |
|        | Giuseppe Garlato  |
|        | Guglielmo Pelizzo |
|        | Tiziano Tessitori |
|        | Ettore Vallauri   |
|        | Vittorio Vidali   |
|        | Ercole Bonacina   |
|        | Attilio Zannier   |

### V Legislatura
Nessun candidato nei collegi uninominali raggiunse il quorum del 65% dei voti per essere eletto automaticamente; i seggi vennero pertanto assegnati proporzionalmente ai voti ricevuti.
| Partito                            | Partito                            | Risultati 19 maggio 1968 | Risultati 19 maggio 1968 | Risultati 19 maggio 1968 | Seggi | Seggi   |
| Partito                            | Partito                            | Voti                     | %                        | ±                        | Num   | ±       |
| ---------------------------------- | ---------------------------------- | ------------------------ | ------------------------ | ------------------------ | ----- | ------- |
|                                    | Democrazia Cristiana               | 326 417                  | 45,21                    | 0,49                     | 4     | Stabile |
|                                    | PCI-PSIUP                          | 164 602                  | 22,80                    | 4,77                     | 2     | 1       |
|                                    | PSI-PSDI Unificati                 | 137 242                  | 19,01                    | 4,88                     | 1     | [ 1 ]   |
|                                    | Partito Liberale Italiano          | 42 209                   | 5,85                     | 0,29                     | 0     | Stabile |
|                                    | Movimento Sociale Italiano         | 40 572                   | 5,62                     | 1,03                     | 0     | Stabile |
|                                    | Partito Repubblicano Italiano      | 10 908                   | 1,51                     | 0,57                     | 0     | Stabile |
|                                    |                                    |                          |                          |                          |       |         |
| Iscritti                           | Iscritti                           | 826 797                  | 100,00                   |                          |       |         |
| ↳ Votanti (% su iscritti)          | ↳ Votanti (% su iscritti)          | 756 724                  | 91,52                    | 0,76                     |       |         |
| ↳ Voti validi (% su votanti)       | ↳ Voti validi (% su votanti)       | 721 950                  | 95,40                    |                          |       |         |
| ↳ Schede non valide (% su votanti) | ↳ Schede non valide (% su votanti) | 34 774                   | 4,60                     |                          |       |         |
| ↳ Astenuti (% su iscritti)         | ↳ Astenuti (% su iscritti)         | 70 073                   | 8,48                     |                          |       |         |

| Eletti | Eletti            |
| ------ | ----------------- |
|        | Luigi Burtulo     |
|        | Gustavo Montini   |
|        | Guglielmo Pelizzo |
|        | Tiziano Tessitori |
|        | Adelio Albarello  |
|        | Paolo Sema        |
|        | Attilio Zannier   |

### VI Legislatura
Nessun candidato nei collegi uninominali raggiunse il quorum del 65% dei voti per essere eletto automaticamente; i seggi vennero pertanto assegnati proporzionalmente ai voti ricevuti.
| Partito                            | Partito                                 | Risultati 7 maggio 1972 | Risultati 7 maggio 1972 | Risultati 7 maggio 1972 | Seggi | Seggi   |
| Partito                            | Partito                                 | Voti                    | %                       | ±                       | Num   | ±       |
| ---------------------------------- | --------------------------------------- | ----------------------- | ----------------------- | ----------------------- | ----- | ------- |
|                                    | Democrazia Cristiana                    | 336 355                 | 44,26                   | 0,95                    | 4     | Stabile |
|                                    | PCI-PSIUP                               | 161 178                 | 21,21                   | 1,61                    | 2     | Stabile |
|                                    | Partito Socialista Italiano             | 85 573                  | 11,26                   | n.d.                    | 1     | n.d.    |
|                                    | Partito Socialista Democratico Italiano | 67 003                  | 8,82                    | n.d.                    | 0     | n.d.    |
|                                    | Movimento Sociale Italiano              | 59 362                  | 7,81                    | 2,19                    | 0     | Stabile |
|                                    | Partito Liberale Italiano               | 31 198                  | 4,11                    | 1,74                    | 0     | Stabile |
|                                    | Partito Repubblicano Italiano           | 19 321                  | 2,54                    | 1,03                    | 0     | Stabile |
|                                    |                                         |                         |                         |                         |       |         |
| Iscritti                           | Iscritti                                | 849 725                 | 100,00                  |                         |       |         |
| ↳ Votanti (% su iscritti)          | ↳ Votanti (% su iscritti)               | 786 180                 | 92,52                   | 1,00                    |       |         |
| ↳ Voti validi (% su votanti)       | ↳ Voti validi (% su votanti)            | 759 990                 | 96,67                   |                         |       |         |
| ↳ Schede non valide (% su votanti) | ↳ Schede non valide (% su votanti)      | 26 190                  | 3,33                    |                         |       |         |
| ↳ Astenuti (% su iscritti)         | ↳ Astenuti (% su iscritti)              | 63 545                  | 7,48                    |                         |       |         |

| Eletti | Eletti            |
| ------ | ----------------- |
|        | Luigi Burtulo     |
|        | Gustavo Montini   |
|        | Guglielmo Pelizzo |
|        | Mario Toros       |
|        | Silvano Bacicchi  |
|        | Paolo Sema        |
|        | Bruno Lepre       |

### VII Legislatura
Nessun candidato nei collegi uninominali raggiunse il quorum del 65% dei voti per essere eletto automaticamente; i seggi vennero pertanto assegnati proporzionalmente ai voti ricevuti.
| Partito                            | Partito                            | Risultati 20 giugno 1976 | Risultati 20 giugno 1976 | Risultati 20 giugno 1976 | Seggi | Seggi   |
| Partito                            | Partito                            | Voti                     | %                        | ±                        | Num   | ±       |
| ---------------------------------- | ---------------------------------- | ------------------------ | ------------------------ | ------------------------ | ----- | ------- |
|                                    | Democrazia Cristiana               | 348 223                  | 44,89                    | 0,63                     | 4     | Stabile |
|                                    | Partito Comunista Italiano         | 198 865                  | 25,64                    | 4,43                     | 2     | Stabile |
|                                    | Partito Socialista Italiano        | 105 446                  | 13,59                    | 2,33                     | 1     | Stabile |
|                                    | PLI-PRI-PSDI                       | 57 538                   | 7,42                     | n.d.                     | 0     | n.d.    |
|                                    | Movimento Sociale Italiano         | 45 582                   | 5,88                     | 1,93                     | 0     | Stabile |
|                                    | Partito Radicale                   | 11 024                   | 1,42                     | n.d.                     | 0     | n.d.    |
|                                    | Unione Slovena                     | 9 023                    | 1,16                     | n.d.                     | 0     | n.d.    |
|                                    |                                    |                          |                          |                          |       |         |
| Iscritti                           | Iscritti                           | 861 053                  | 100,00                   |                          |       |         |
| ↳ Votanti (% su iscritti)          | ↳ Votanti (% su iscritti)          | 801 559                  | 93,09                    | 0,57                     |       |         |
| ↳ Voti validi (% su votanti)       | ↳ Voti validi (% su votanti)       | 775 701                  | 96,77                    |                          |       |         |
| ↳ Schede non valide (% su votanti) | ↳ Schede non valide (% su votanti) | 25 858                   | 3,23                     |                          |       |         |
| ↳ Astenuti (% su iscritti)         | ↳ Astenuti (% su iscritti)         | 59 494                   | 6,91                     |                          |       |         |

| Eletti | Eletti            |
| ------ | ----------------- |
|        | Claudio Beorchia  |
|        | Bruno Giust       |
|        | Giuseppe Tonutti  |
|        | Mario Toros       |
|        | Silvano Bacicchi  |
|        | Gabriella Gherbez |
|        | Bruno Lepre       |

### VIII Legislatura
Nessun candidato nei collegi uninominali raggiunse il quorum del 65% dei voti per essere eletto automaticamente; i seggi vennero pertanto assegnati proporzionalmente ai voti ricevuti.
| Partito                            | Partito                                 | Risultati 3 giugno 1979 | Risultati 3 giugno 1979 | Risultati 3 giugno 1979 | Seggi | Seggi   |
| Partito                            | Partito                                 | Voti                    | %                       | ±                       | Num   | ±       |
| ---------------------------------- | --------------------------------------- | ----------------------- | ----------------------- | ----------------------- | ----- | ------- |
|                                    | Democrazia Cristiana                    | 297 399                 | 40,08                   | 6,47                    | 4     | Stabile |
|                                    | Partito Comunista Italiano              | 184 582                 | 24,88                   | 1,79                    | 2     | Stabile |
|                                    | Partito Socialista Italiano             | 64 872                  | 8,74                    | 5,21                    | 1     | Stabile |
|                                    | Associazione per Trieste                | 61 911                  | 8,34                    | n.d.                    | 0     | n.d.    |
|                                    | Partito Socialista Democratico Italiano | 45 219                  | 6,09                    | n.d.                    | 0     | n.d.    |
|                                    | Movimento Sociale Italiano              | 32 665                  | 4,40                    | 1,66                    | 0     | Stabile |
|                                    | Partito Repubblicano Italiano           | 31 490                  | 4,24                    | 2,52                    | 0     | Stabile |
|                                    | Movimento FriuliPartito Radicale        | 23 847                  | 3,21                    | 1,63                    | 0     | Stabile |
|                                    |                                         |                         |                         |                         |       |         |
| Iscritti                           | Iscritti                                | 889 139                 | 100,00                  |                         |       |         |
| ↳ Votanti (% su iscritti)          | ↳ Votanti (% su iscritti)               | 805 314                 | 90,57                   | 2,52                    |       |         |
| ↳ Voti validi (% su votanti)       | ↳ Voti validi (% su votanti)            | 741 985                 | 92,14                   |                         |       |         |
| ↳ Schede non valide (% su votanti) | ↳ Schede non valide (% su votanti)      | 63 329                  | 7,86                    |                         |       |         |
| ↳ Astenuti (% su iscritti)         | ↳ Astenuti (% su iscritti)              | 83 825                  | 9,43                    |                         |       |         |

| Eletti | Eletti            |
| ------ | ----------------- |
|        | Claudio Beorchia  |
|        | Bruno Giust       |
|        | Giuseppe Tonutti  |
|        | Mario Toros       |
|        | Silvano Bacicchi  |
|        | Gabriella Gherbez |
|        | Bruno Lepre       |

### IX Legislatura
Nessun candidato nei collegi uninominali raggiunse il quorum del 65% dei voti per essere eletto automaticamente; i seggi vennero pertanto assegnati proporzionalmente ai voti ricevuti.
| Partito                            | Partito                                 | Risultati 26 giugno 1983 | Risultati 26 giugno 1983 | Risultati 26 giugno 1983 | Seggi | Seggi   |
| Partito                            | Partito                                 | Voti                     | %                        | ±                        | Num   | ±       |
| ---------------------------------- | --------------------------------------- | ------------------------ | ------------------------ | ------------------------ | ----- | ------- |
|                                    | Democrazia Cristiana                    | 260 317                  | 35,05                    | 3,37                     | 4     | Stabile |
|                                    | Partito Comunista Italiano              | 168 454                  | 22,68                    | 1,17                     | 2     | Stabile |
|                                    | Partito Socialista Italiano             | 80 740                   | 10,87                    | 2,49                     | 1     | Stabile |
|                                    | Lista per Trieste                       | 47 793                   | 6,44                     | n.d.                     | 0     | n.d.    |
|                                    | Movimento Sociale Italiano              | 41 291                   | 5,56                     | 1,34                     | 0     | Stabile |
|                                    | Partito Socialista Democratico Italiano | 36 786                   | 4,95                     | 0,89                     | 0     | Stabile |
|                                    | Partito Repubblicano Italiano           | 35 869                   | 4,83                     | 0,89                     | 0     | Stabile |
|                                    | Movimento Friuli                        | 23 847                   | 3,21                     | 0,87                     | 0     | Stabile |
|                                    | Partito Liberale Italiano               | 17 291                   | 2,33                     | 0,90                     | 0     | Stabile |
|                                    | Partito Radicale                        | 13 177                   | 1,77                     | 1,28                     | 0     | Stabile |
|                                    | Unione Slovena                          | 8 904                    | 1,20                     | n.d.                     | 0     | n.d.    |
|                                    | Democrazia Proletaria                   | 8 191                    | 1,10                     | n.d.                     | 0     | n.d.    |
|                                    |                                         |                          |                          |                          |       |         |
| Iscritti                           | Iscritti                                | 899 333                  | 100,00                   |                          |       |         |
| ↳ Votanti (% su iscritti)          | ↳ Votanti (% su iscritti)               | 791 368                  | 87,99                    | 2,58                     |       |         |
| ↳ Voti validi (% su votanti)       | ↳ Voti validi (% su votanti)            | 742 660                  | 93,85                    |                          |       |         |
| ↳ Schede non valide (% su votanti) | ↳ Schede non valide (% su votanti)      | 48 708                   | 6,15                     |                          |       |         |
| ↳ Astenuti (% su iscritti)         | ↳ Astenuti (% su iscritti)              | 107 965                  | 12,01                    |                          |       |         |

| Eletti | Eletti             |
| ------ | ------------------ |
|        | Claudio Beorchia   |
|        | Bruno Giust        |
|        | Giuseppe Tonutti   |
|        | Mario Toros        |
|        | Nereo Battello     |
|        | Gabriella Gherbez  |
|        | Franco Castiglione |

### X Legislatura
Nessun candidato nei collegi uninominali raggiunse il quorum del 65% dei voti per essere eletto automaticamente; i seggi vennero pertanto assegnati proporzionalmente ai voti ricevuti.
| Partito                            | Partito                            | Risultati 14 giugno 1987 | Risultati 14 giugno 1987 | Risultati 14 giugno 1987 | Seggi | Seggi   |
| Partito                            | Partito                            | Voti                     | %                        | ±                        | Num   | ±       |
| ---------------------------------- | ---------------------------------- | ------------------------ | ------------------------ | ------------------------ | ----- | ------- |
|                                    | Democrazia Cristiana               | 274 396                  | 36,13                    | 1,08                     | 3     | 1       |
|                                    | Partito Comunista Italiano         | 161 695                  | 21,29                    | 1,40                     | 2     | Stabile |
|                                    | Partito Socialista Italiano        | 149 985                  | 19,75                    | 8,88                     | 2     | 1       |
|                                    | Movimento Sociale Italiano         | 50 466                   | 6,65                     | 1,09                     | 0     | Stabile |
|                                    | Partito Repubblicano Italiano      | 29 806                   | 3,93                     | 0,90                     | 0     | Stabile |
|                                    | Lista Verde                        | 26 290                   | 3,46                     | n.d.                     | 0     | n.d.    |
|                                    | Partito Liberale Italiano          | 21 757                   | 2,87                     | 0,54                     | 0     | Stabile |
|                                    | Movimento Friuli                   | 17 528                   | 2,31                     | 0,90                     | 0     | Stabile |
|                                    | Democrazia Proletaria              | 11 733                   | 1,55                     | 0,45                     | 0     | Stabile |
|                                    | Liga Veneta                        | 8 200                    | 1,08                     | n.d.                     | 0     | n.d.    |
|                                    | Partito Sardo d'Azione             | 5 677                    | 0,75                     | n.d.                     | 0     | n.d.    |
|                                    | Alleanza Popolare Pensionati       | 1 840                    | 0,24                     | n.d.                     | 0     | n.d.    |
|                                    |                                    |                          |                          |                          |       |         |
| Iscritti                           | Iscritti                           | 906 006                  | 100,00                   |                          |       |         |
| ↳ Votanti (% su iscritti)          | ↳ Votanti (% su iscritti)          | 803 453                  | 88,68                    | 0,69                     |       |         |
| ↳ Voti validi (% su votanti)       | ↳ Voti validi (% su votanti)       | 759 373                  | 94,51                    |                          |       |         |
| ↳ Schede non valide (% su votanti) | ↳ Schede non valide (% su votanti) | 44 080                   | 5,49                     |                          |       |         |
| ↳ Astenuti (% su iscritti)         | ↳ Astenuti (% su iscritti)         | 102 553                  | 11,32                    |                          |       |         |

| Eletti | Eletti             |
| ------ | ------------------ |
|        | Claudio Beorchia   |
|        | Mario Fioret       |
|        | Paolo Micolini     |
|        | Nereo Battello     |
|        | Stojan Spetič      |
|        | Arduino Agnelli    |
|        | Franco Castiglione |

### XI Legislatura
Nessun candidato nei collegi uninominali raggiunse il quorum del 65% dei voti per essere eletto automaticamente; i seggi vennero pertanto assegnati proporzionalmente ai voti ricevuti.
| Partito                            | Partito                                 | Risultati 5 aprile 1992 | Risultati 5 aprile 1992 | Risultati 5 aprile 1992 | Seggi | Seggi   |
| Partito                            | Partito                                 | Voti                    | %                       | ±                       | Num   | ±       |
| ---------------------------------- | --------------------------------------- | ----------------------- | ----------------------- | ----------------------- | ----- | ------- |
|                                    | Democrazia Cristiana                    | 235 728                 | 30,37                   | 5,76                    | 3     | Stabile |
|                                    | Partito Socialista Italiano             | 119 360                 | 15,38                   | 4,37                    | 2     | Stabile |
|                                    | Lega Lombarda                           | 112 638                 | 14,51                   | n.d.                    | 1     | n.d.    |
|                                    | Partito Democratico della Sinistra      | 89 109                  | 11,48                   | n.d.                    | 1     | n.d.    |
|                                    | Movimento Sociale Italiano              | 53 694                  | 6,92                    | 0,27                    | 0     | Stabile |
|                                    | Rifondazione Comunista                  | 43 211                  | 5,57                    | n.d.                    | 0     | n.d.    |
|                                    | Partito Repubblicano Italiano           | 33 567                  | 4,33                    | 0,40                    | 0     | Stabile |
|                                    | Federazione dei Verdi                   | 29 907                  | 3,85                    | n.d.                    | 0     | n.d.    |
|                                    | Partito Socialista Democratico Italiano | 18 809                  | 2,42                    | n.d.                    | 0     | n.d.    |
|                                    | Partito Liberale Italiano               | 17 423                  | 2,24                    | 0,63                    | 0     | Stabile |
|                                    | Lista Referendum                        | 8 993                   | 1,16                    | n.d.                    | 0     | n.d.    |
|                                    | Verdi Federalisti                       | 6 922                   | 0,89                    | n.d.                    | 0     | n.d.    |
|                                    | Federalismo-Pensionati-UV               | 6 731                   | 0,87                    | n.d.                    | 0     | n.d.    |
|                                    |                                         |                         |                         |                         |       |         |
| Iscritti                           | Iscritti                                | 935 175                 | 100,00                  |                         |       |         |
| ↳ Votanti (% su iscritti)          | ↳ Votanti (% su iscritti)               | 814 391                 | 87,08                   | 1,60                    |       |         |
| ↳ Voti validi (% su votanti)       | ↳ Voti validi (% su votanti)            | 776 092                 | 95,30                   |                         |       |         |
| ↳ Schede non valide (% su votanti) | ↳ Schede non valide (% su votanti)      | 38 299                  | 4,70                    |                         |       |         |
| ↳ Astenuti (% su iscritti)         | ↳ Astenuti (% su iscritti)              | 120 784                 | 12,92                   |                         |       |         |

| Eletti | Eletti                |
| ------ | --------------------- |
|        | Diego Carpenedo       |
|        | Giovanni Di Benedetto |
|        | Paolo Micolini        |
|        | Arduino Agnelli       |
|        | Franco Castiglione    |
|        | Rinaldo Bosco         |
|        | Diodato Bratina       |

## Dal 1993 al 2005
Con la riforma elettorale maggioritaria del 1993, in prima istanza veniva eletto senatore il candidato che avesse riportato la maggioranza relativa dei suffragi in ciascun collegio. Nessun candidato poteva presentarsi in più di un collegio. I rimanenti seggi regionali erano invece assegnati assommando i voti di tutti i candidati uninominali perdenti che si fossero collegati in un gruppo regionale, utilizzando il metodo D'Hondt delle migliori medie: gli scranni così ottenuti da ciascun gruppo venivano assegnati, all'interno di essa, ai candidati perdenti che avessero ottenuto le migliori percentuali elettorali.

### Collegi elettorali
1. Trieste
2. Gorizia
3. Udine
4. Codroipo
5. Pordenone

### XII legislatura

#### Risultati
|                               | Polo delle Libertà         | 317 401 | 41,29 | 4 |  |  |  |  |  |
|                               | Progressisti               | 148 523 | 19,32 | 1 |  |  |  |  |  |
|                               | Patto per l'Italia         | 116 408 | 15,14 | 1 |  |  |  |  |  |
|                               | Alleanza Nazionale         | 100 081 | 13,02 | – |  |  |  |  |  |
|                               | Lista Magris               | 61 400  | 7,99  | 1 |  |  |  |  |  |
|                               | Lista Pannella-Riformatori | 24 971  | 3,25  | – |  |  |  |  |  |
| Totale                        | Totale                     | 768 787 | 100   | 7 |  |  |  |  |  |
|                               |                            |         |       |   |  |  |  |  |  |
| Voti non validi               | Voti non validi            | 44 902  | 5,52  |   |  |  |  |  |  |
| Votanti                       | Votanti                    | 813 689 | 85,26 |   |  |  |  |  |  |
| Elettori                      | Elettori                   | 954 414 |       |   |  |  |  |  |  |
|                               |                            |         |       |   |  |  |  |  |  |
| Data: 27-28 marzo 1994        |                            |         |       |   |  |  |  |  |  |
| Fonte: Ministero dell'interno |                            |         |       |   |  |  |  |  |  |

#### Eletti
Eletti nel Polo delle Libertà (FI - LN - CCD)
     Eletti nei Progressisti (PDS - PRC - FdV - PSI - Rete - AD - CS)
     Eletti nel Patto per l'Italia (PPI - PS)
     Eletto nel Gruppo Magris
| Collegio      | Eletto | Eletto           | Partito      | Quota |
| ------------- | ------ | ---------------- | ------------ | ----- |
| 1 - Trieste   |        | Claudio Magris   | Lista Magris | Magg. |
| 2 - Gorizia   |        | Ettore Romoli    | FI           | Magg. |
| 2 - Gorizia   |        | Darko Bratina    | PDS          | Prop. |
| 3 - Udine     |        | Pietro Fontanini | LN           | Magg. |
| 4 - Codroipo  |        | Rinaldo Bosco    | LN           | Magg. |
| 4 - Codroipo  |        | Diego Carpenedo  | PPI          | Prop. |
| 5 - Pordenone |        | Roberto Visentin | LN           | Magg. |

### XIII legislatura

#### Risultati
|                               | Polo per le Libertà   | 288 114 | 38,51 | 3 |  |  |  |  |  |
|                               | L'Ulivo               | 277 130 | 37,04 | 2 |  |  |  |  |  |
|                               | Lega Nord             | 180 493 | 24,13 | 2 |  |  |  |  |  |
|                               | Nord Libero Autonomia | 2 411   | 0,32  | – |  |  |  |  |  |
| Totale                        | Totale                | 748 148 | 100   | 7 |  |  |  |  |  |
|                               |                       |         |       |   |  |  |  |  |  |
| Voti non validi               | Voti non validi       | 39 799  | 5,05  |   |  |  |  |  |  |
| Votanti                       | Votanti               | 787 947 | 81,05 |   |  |  |  |  |  |
| Elettori                      | Elettori              | 972 193 |       |   |  |  |  |  |  |
|                               |                       |         |       |   |  |  |  |  |  |
| Data: 21 aprile 1996          |                       |         |       |   |  |  |  |  |  |
| Fonte: Ministero dell'interno |                       |         |       |   |  |  |  |  |  |

#### Eletti
Eletti nel Polo per le Libertà (FI - AN - CCD - CDU)
     Eletti nell'Ulivo (PDS - PPI - RI - FdV)
     Eletti nella Lega Nord
| Collegio      | Eletto | Eletto            | Partito | Quota |
| ------------- | ------ | ----------------- | ------- | ----- |
| 1 - Trieste   |        | Giulio Camber     | FI      | Magg. |
| 1 - Trieste   |        | Fulvio Camerini   | PDS     | Prop. |
| 2 - Gorizia   |        | Darko Bratina     | PDS     | Magg. |
| 2 - Gorizia   |        | Demetrio Volcic   | PDS     | Magg. |
| 3 - Udine     |        | Giovanni Collino  | AN      | Magg. |
| 4 - Codroipo  |        | Francesco Moro    | LN      | Magg. |
| 5 - Pordenone |        | Luciano Callegaro | CDU     | Magg. |
| 5 - Pordenone |        | Roberto Visentin  | LN      | Prop. |

1. ↑  Deceduto in data 23.09.1997.
2. ↑  Dal 16.12.1997 (eletto in seguito a elezioni suppletive).

### XIV legislatura

#### Risultati
|                               | Casa delle Libertà                   | 346 993   | 46,70 | 5 |  |  |  |  |  |
|                               | L'Ulivo                              | 278 261   | 37,45 | 2 |  |  |  |  |  |
|                               | Partito della Rifondazione Comunista | 39 677    | 5,34  | – |  |  |  |  |  |
|                               | Lista Di Pietro                      | 25 586    | 3,44  | – |  |  |  |  |  |
|                               | Democrazia Europea                   | 23 881    | 3,21  | – |  |  |  |  |  |
|                               | Lista Emma Bonino                    | 23 293    | 3,13  | – |  |  |  |  |  |
|                               | Renato Fiorelli                      | 2 924     | 0,39  | – |  |  |  |  |  |
|                               | Terzo Polo Autonomia                 | 2 392     | 0,32  | – |  |  |  |  |  |
| Totale                        | Totale                               | 743 007   | 100   | 7 |  |  |  |  |  |
|                               |                                      |           |       |   |  |  |  |  |  |
| Voti non validi               | Voti non validi                      | 39 833    | 5,09  |   |  |  |  |  |  |
| Votanti                       | Votanti                              | 782 840   | 77,89 |   |  |  |  |  |  |
| Elettori                      | Elettori                             | 1 005 014 |       |   |  |  |  |  |  |
|                               |                                      |           |       |   |  |  |  |  |  |
| Data: 13 maggio 2001          |                                      |           |       |   |  |  |  |  |  |
| Fonte: Ministero dell'interno |                                      |           |       |   |  |  |  |  |  |

#### Eletti
Eletti nella Casa delle Libertà (FI - AN - LN - CCD - CDU - NPSI - PRI)
     Eletti nell'Ulivo (DS - DL - Girasole (SDI - FdV) - PdCI - MRE - SVP - PSd'Az)
| Collegio      | Eletto | Eletto            | Partito | Quota |
| ------------- | ------ | ----------------- | ------- | ----- |
| 1 - Trieste   |        | Giulio Camber     | FI      | Magg. |
| 1 - Trieste   |        | Willer Bordon     | DL      | Prop. |
| 2 - Gorizia   |        | Roberto Antonione | FI      | Magg. |
| 2 - Gorizia   |        | Miloš Budin       | DS      | Prop. |
| 3 - Udine     |        | Giovanni Collino  | AN      | Magg. |
| 4 - Codroipo  |        | Francesco Moro    | LN      | Magg. |
| 5 - Pordenone |        | Luciano Callegaro | CCD     | Magg. |

## Dal 2005 al 2017
Con l'entrata in vigore della legge Calderoli, per l'elezione del Senato viene adottato un sistema elettorale proporzionale con liste bloccate, soglia di sbarramento e premio di maggioranza su base regionale. Alla ripartizione dei seggi, che avviene secondo il metodo Hare dei quozienti interi e dei più alti resti, concorrono le liste che nell'ambito della circoscrizione regionale abbiano ottenuto almeno l'8% dei voti validi, oppure almeno il 3% se esse sono parte di una coalizione che abbia ottenuto almeno il 20%. In ogni caso, alla coalizione o lista singola più votata è attribuito almeno il 55% dei seggi: se tale soglia non è raggiunta, viene assegnato un premio di maggioranza, in forma di seggi supplementari, che riduce quelli attribuiti alle altre forze politiche.

### XV legislatura

#### Risultati elettorali
|                               | Forza Italia                         | 178 655 | 23,67 | 2 |  |  |  |  |  |
|                               | Alleanza Nazionale                   | 117 490 | 15,57 | 1 |  |  |  |  |  |
|                               | Lega Nord – MPA                      | 53 737  | 7,12  | 1 |  |  |  |  |  |
|                               | Unione dei Democratici Cristiani     | 53 084  | 7,03  | – |  |  |  |  |  |
|                               | Alternativa Sociale                  | 5 558   | 0,74  | – |  |  |  |  |  |
|                               | Fiamma Tricolore                     | 5 357   | 0,71  | – |  |  |  |  |  |
|                               | Totale coalizione                    | 413 881 | 54,85 | 4 |  |  |  |  |  |
|                               | Democratici di Sinistra              | 107 565 | 14,25 | 1 |  |  |  |  |  |
|                               | La Margherita                        | 94 975  | 12,59 | 1 |  |  |  |  |  |
|                               | Partito della Rifondazione Comunista | 45 416  | 6,02  | 1 |  |  |  |  |  |
|                               | Insieme con l'Unione                 | 30 197  | 4,00  | – |  |  |  |  |  |
|                               | Italia dei Valori                    | 22 334  | 2,96  | – |  |  |  |  |  |
|                               | Rosa nel Pugno                       | 19 762  | 2,62  | – |  |  |  |  |  |
|                               | Partito Pensionati                   | 14 940  | 1,98  | – |  |  |  |  |  |
|                               | Totale coalizione                    | 335 189 | 44,42 | 3 |  |  |  |  |  |
|                               | Progetto NordEst                     | 5 558   | 0,74  | – |  |  |  |  |  |
| Totale                        | Totale                               | 754 628 | 100   | 7 |  |  |  |  |  |
|                               |                                      |         |       |   |  |  |  |  |  |
| Voti non validi               | Voti non validi                      | 22 846  | 2,94  |   |  |  |  |  |  |
| Votanti                       | Votanti                              | 777 474 | 84,46 |   |  |  |  |  |  |
| Elettori                      | Elettori                             | 920 482 |       |   |  |  |  |  |  |
|                               |                                      |         |       |   |  |  |  |  |  |
| Fonte: Ministero dell'interno |                                      |         |       |   |  |  |  |  |  |

#### Eletti
| Forza Italia                        | Alleanza Nazionale | Lega Nord - MPA                      |
| ----------------------------------- | ------------------ | ------------------------------------ |
|                                     |                    |                                      |
| - Roberto Antonione - Giulio Camber | - Giovanni Collino | - Albertino Gabana                   |
| Democratici di Sinistra             | La Margherita      | Partito della Rifondazione Comunista |
|                                     |                    |                                      |
| - Carlo Pegorer                     | - Willer Bordon    | - Lidia Menapace                     |

### XVI legislatura

#### Risultati elettorali
|                               | Il Popolo della Libertà              | 252 819 | 35,45 | 3 |  |  |  |  |  |
|                               | Lega Nord                            | 92 852  | 13,02 | 1 |  |  |  |  |  |
|                               | Totale coalizione                    | 345 671 | 48,47 | 4 |  |  |  |  |  |
|                               | Partito Democratico                  | 227 653 | 31,92 | 3 |  |  |  |  |  |
|                               | Italia dei Valori                    | 30 144  | 4,23  | – |  |  |  |  |  |
|                               | Totale coalizione                    | 257 797 | 36,15 | 3 |  |  |  |  |  |
|                               | Unione di Centro                     | 42 956  | 6,02  | – |  |  |  |  |  |
|                               | La Sinistra l'Arcobaleno             | 21 353  | 2,99  | – |  |  |  |  |  |
|                               | La Destra - Fiamma Tricolore         | 17 423  | 2,44  | – |  |  |  |  |  |
|                               | Lista dei Grilli Parlanti            | 7 498   | 1,05  | – |  |  |  |  |  |
|                               | Partito Comunista dei Lavoratori     | 3 855   | 0,54  | – |  |  |  |  |  |
|                               | Partito Socialista                   | 3 781   | 0,53  | – |  |  |  |  |  |
|                               | Sinistra Critica                     | 3 067   | 0,43  | – |  |  |  |  |  |
|                               | Per il Bene Comune                   | 2 988   | 0,42  | – |  |  |  |  |  |
|                               | Forza Nuova                          | 2 785   | 0,39  | – |  |  |  |  |  |
|                               | Partito Liberale Italiano            | 2 129   | 0,30  | – |  |  |  |  |  |
|                               | Unione Democratica per i Consumatori | 1 898   | 0,27  | – |  |  |  |  |  |
| Totale                        | Totale                               | 713 201 | 100   | 7 |  |  |  |  |  |
|                               |                                      |         |       |   |  |  |  |  |  |
| Voti non validi               | Voti non validi                      | 26 879  | 3,63  |   |  |  |  |  |  |
| Votanti                       | Votanti                              | 740 080 | 80,71 |   |  |  |  |  |  |
| Elettori                      | Elettori                             | 916 914 |       |   |  |  |  |  |  |
|                               |                                      |         |       |   |  |  |  |  |  |
| Fonte: Ministero dell'interno |                                      |         |       |   |  |  |  |  |  |

#### Eletti
| Il Popolo della Libertà                            | Partito Democratico                                | Lega Nord                             |
| -------------------------------------------------- | -------------------------------------------------- | ------------------------------------- |
|                                                    |                                                    |                                       |
| - Giulio Camber - Giovanni Collino - Giuseppe Saro | - Carlo Pegorer - Tamara Blažina - Flavio Pertoldi | - → Roberto Calderoli - Mario Pittoni |

1. ↑  Dimissionario in data 14.07.2009 (opta per la carica di europarlamentare); subentrante: Vanni Lenna
2. ↑  Opta per la circoscrizione Piemonte

### XVII legislatura

#### Risultati elettorali
|                               | Partito Democratico         | 178 107 | 26,46 | 4 |  |  |  |  |  |
|                               | Sinistra Ecologia Libertà   | 16 240  | 2,41  | – |  |  |  |  |  |
|                               | Centro Democratico          | 2 578   | 0,38  | – |  |  |  |  |  |
|                               | Totale coalizione           | 196 925 | 29,26 | 4 |  |  |  |  |  |
|                               | Il Popolo della Libertà     | 130 482 | 19,39 | 1 |  |  |  |  |  |
|                               | Lega Nord                   | 46 740  | 6,94  | – |  |  |  |  |  |
|                               | Fratelli d'Italia           | 12 201  | 1,81  | – |  |  |  |  |  |
|                               | La Destra                   | 4 444   | 0,66  | – |  |  |  |  |  |
|                               | Totale coalizione           | 193 867 | 28,80 | 1 |  |  |  |  |  |
|                               | Movimento 5 Stelle          | 171 431 | 25,47 | 1 |  |  |  |  |  |
|                               | Con Monti per l'Italia      | 82 652  | 12,28 | 1 |  |  |  |  |  |
|                               | Rivoluzione Civile          | 11 483  | 1,71  | – |  |  |  |  |  |
|                               | Fare per Fermare il Declino | 10 326  | 1,53  | – |  |  |  |  |  |
|                               | Forza Nuova                 | 3 383   | 0,50  | – |  |  |  |  |  |
|                               | Fiamma Tricolore            | 3 038   | 0,45  | – |  |  |  |  |  |
| Totale                        | Totale                      | 673 105 | 100   | 7 |  |  |  |  |  |
|                               |                             |         |       |   |  |  |  |  |  |
| Voti non validi               | Voti non validi             | 21 593  | 3,11  |   |  |  |  |  |  |
| Votanti                       | Votanti                     | 694 698 | 77,12 |   |  |  |  |  |  |
| Elettori                      | Elettori                    | 900 778 |       |   |  |  |  |  |  |
|                               |                             |         |       |   |  |  |  |  |  |
| Fonte: Ministero dell'interno |                             |         |       |   |  |  |  |  |  |

#### Eletti
| Partito Democratico                                                     | Il Popolo della Libertà               | Movimento 5 Stelle | Con Monti per l'Italia |
| ----------------------------------------------------------------------- | ------------------------------------- | ------------------ | ---------------------- |
|                                                                         |                                       |                    |                        |
| - Francesco Russo - Isabella De Monte - Carlo Pegorer - Lodovico Sonego | - → Silvio Berlusconi - Bernabò Bocca | - Lorenzo Battista | - Alessandro Maran     |

1. ↑  Dimissionaria in data 30.06.2014 (opta per la carica di europarlamentare); subentrante: Laura Fasiolo
2. ↑  Opta per la circoscrizione Molise

## Dal 2017

### Collegi elettorali

#### Dal 2017 al 2020
Alla circoscrizione sono attribuiti 7 seggi: 2 sono assegnati con sistema maggioritario, in altrettanti collegi uninominali; 5 mediante sistema proporzionale, all'interno di un unico collegio plurinominale.
| Collegi plurinominali | Collegi plurinominali      | Collegi uninominali         |
| --------------------- | -------------------------- | --------------------------- |
|                       | Friuli-Venezia Giulia - 01 | - 01 - Trieste - 02 - Udine |

#### Dal 2020
In seguito alla riforma costituzionale del 2020 in tema di riduzione del numero dei parlamentari, alla circoscrizione sono attribuiti 4 seggi: 1 è assegnato mediante sistema maggioritario, nell'ambito di un collegio uninominale; 3 mediante sistema proporzionale, all'interno di un unico collegio plurinominale.
| Collegi plurinominali | Collegi plurinominali      | Collegi uninominali |
| --------------------- | -------------------------- | ------------------- |
|                       | Friuli-Venezia Giulia - 01 | - 01 - Trieste      |

### XVIII legislatura

#### Risultati
|                               | Lega                                        | 164 105 | 25,49 | 2 | 281 642 | 43,74 | 2 |  |  |
|                               | Forza Italia                                | 76 114  | 11,82 | 1 | 281 642 | 43,74 | 2 |  |  |
|                               | Fratelli d'Italia                           | 35 032  | 5,44  | – | 281 642 | 43,74 | 2 |  |  |
|                               | Noi con l'Italia – UDC                      | 6 391   | 0,99  | – | 281 642 | 43,74 | 2 |  |  |
|                               | Movimento 5 Stelle                          | 156 251 | 24,27 | 1 | 156 251 | 24,27 | – |  |  |
|                               | Partito Democratico                         | 128 713 | 19,99 | 1 | 153 942 | 23,91 | – |  |  |
|                               | +Europa                                     | 19 814  | 3,08  | – | 153 942 | 23,91 | – |  |  |
|                               | Italia Europa Insieme                       | 2 942   | 0,46  | – | 153 942 | 23,91 | – |  |  |
|                               | Civica Popolare                             | 2 473   | 0,38  | – | 153 942 | 23,91 | – |  |  |
|                               | Liberi e Uguali                             | 18 815  | 2,92  | – | 18 815  | 2,92  | – |  |  |
|                               | CasaPound                                   | 7 810   | 1,21  | – | 7 810   | 1,21  | – |  |  |
|                               | Potere al Popolo!                           | 5 117   | 0,79  | – | 5 117   | 0,79  | – |  |  |
|                               | Patto per l'Autonomia                       | 5 015   | 0,78  | – | 5 015   | 0,78  | – |  |  |
|                               | Il Popolo della Famiglia                    | 4 941   | 0,77  | – | 4 941   | 0,77  | – |  |  |
|                               | Italia agli Italiani (FT - FN)              | 3 290   | 0,51  | – | 3 290   | 0,51  | – |  |  |
|                               | Partito Valore Umano                        | 2 440   | 0,38  | – | 2 440   | 0,38  | – |  |  |
|                               | Per una Sinistra Rivoluzionaria (PCL - SCR) | 1 637   | 0,25  | – | 1 637   | 0,25  | – |  |  |
|                               | Siamo                                       | 1 402   | 0,22  | – | 1 402   | 0,22  | – |  |  |
|                               | Lista del Popolo per la Costituzione        | 1 023   | 0,16  | – | 1 023   | 0,16  | – |  |  |
|                               | Rinascimento - MIR                          | 552     | 0,09  | – | 552     | 0,09  | – |  |  |
| Totale                        | Totale                                      | 643 877 | 100   | 5 | 643 877 | 100   | 2 |  |  |
|                               |                                             |         |       |   |         |       |   |  |  |
| Schede bianche                | Schede bianche                              | 6 372   | 0,96  |   |         |       |   |  |  |
| Schede nulle                  | Schede nulle                                | 15 560  | 2,34  |   |         |       |   |  |  |
| Votanti                       | Votanti                                     | 665 611 | 75,10 |   |         |       |   |  |  |
| Elettori                      | Elettori                                    | 886 339 |       |   |         |       |   |  |  |
|                               |                                             |         |       |   |         |       |   |  |  |
| Fonte: Ministero dell'interno |                                             |         |       |   |         |       |   |  |  |

#### Eletti

##### Eletti maggioritario
Eletti nella coalizione di centro-destra (Lega - FI - FdI - NcI-UDC)
| Collegio uninominale | Eletto | Eletto        | Partito |
| -------------------- | ------ | ------------- | ------- |
| 1. Trieste           |        | Laura Stabile | FI      |
| 2. Udine             |        | Luca Ciriani  | FdI     |

##### Eletti proporzionale
| Collegio plurinominale     | Lega                                        | M5S                  | Partito Democratico | Forza Italia     |
| -------------------------- | ------------------------------------------- | -------------------- | ------------------- | ---------------- |
| Collegio plurinominale     |                                             |                      |                     |                  |
| Friuli-Venezia Giulia - 01 | - Mario Pittoni - Raffaella Fiormaria Marin | - Stefano Patuanelli | - Tatiana Rojc      | - Franco Dal Mas |

1. ↑  In data 26.01.2021 aderisce al gruppo Europeisti-MAIE-Centro Democratico; in data 30.03.2021 torna nel Partito Democratico.

### XIX legislatura

#### Risultati elettorali
|                               | Fratelli d'Italia                                       | 191 331 | 32,29 | 1 | 298 272 | 50,34 | 1 |  |  |
|                               | Lega per Salvini Premier                                | 64 525  | 10,89 | 1 | 298 272 | 50,34 | 1 |  |  |
|                               | Forza Italia                                            | 37 761  | 6,37  | – | 298 272 | 50,34 | 1 |  |  |
|                               | Noi Moderati                                            | 4 655   | 0,79  | – | 298 272 | 50,34 | 1 |  |  |
|                               | Partito Democratico - Italia Democratica e Progressista | 109 367 | 18,46 | 1 | 153 930 | 25,98 | – |  |  |
|                               | Alleanza Verdi e Sinistra                               | 22 271  | 3,76  | – | 153 930 | 25,98 | – |  |  |
|                               | +Europa                                                 | 20 031  | 3,38  | – | 153 930 | 25,98 | – |  |  |
|                               | Impegno Civico – Centro Democratico                     | 2 261   | 0,38  | – | 153 930 | 25,98 | – |  |  |
|                               | Azione - Italia Viva                                    | 48 767  | 8,23  | – | 48 767  | 8,23  | – |  |  |
|                               | Movimento 5 Stelle                                      | 43 778  | 7,39  | – | 43 778  | 7,39  | – |  |  |
|                               | Italexit                                                | 17 925  | 3,03  | – | 17 925  | 3,03  | – |  |  |
|                               | Italia Sovrana e Popolare                               | 10 883  | 1,84  | – | 10 883  | 1,84  | – |  |  |
|                               | Vita                                                    | 8 908   | 1,50  | – | 8 908   | 1,50  | – |  |  |
|                               | Unione Popolare                                         | 6 891   | 1,16  | – | 6 891   | 1,16  | – |  |  |
|                               | Alternativa per l'Italia (PdF - Exit)                   | 2 386   | 0,40  | – | 2 386   | 0,40  | – |  |  |
|                               | Noi di Centro – Europeisti                              | 743     | 0,13  | – | 743     | 0,13  | – |  |  |
| Totale                        | Totale                                                  | 592 483 | 100   | 3 | 592 483 | 100   | 1 |  |  |
|                               |                                                         |         |       |   |         |       |   |  |  |
| Voti non validi               | Voti non validi                                         | 27 452  | 4,43  |   |         |       |   |  |  |
| Votanti                       | Votanti                                                 | 619 935 | 66,21 |   |         |       |   |  |  |
| Elettori                      | Elettori                                                | 936 273 |       |   |         |       |   |  |  |
|                               |                                                         |         |       |   |         |       |   |  |  |
| Data: 25 settembre 2022       |                                                         |         |       |   |         |       |   |  |  |
| Fonte: Ministero dell'interno |                                                         |         |       |   |         |       |   |  |  |

#### Eletti

##### Eletti maggioritario
Eletti nella coalizione di centro-destra (FdI - LSP - FI - NM)
| Collegio uninominale | Eletto | Eletto       | Partito |
| -------------------- | ------ | ------------ | ------- |
| 01 - Trieste         |        | Luca Ciriani | FdI     |

##### Eletti proporzionale
| Collegio plurinominale       | Fratelli d'Italia   | Partito Democratico-IDP | Lega per Salvini Premier |
| ---------------------------- | ------------------- | ----------------------- | ------------------------ |
| Collegio plurinominale       |                     |                         |                          |
| 1. Friuli-Venzia Giulia - 01 | - Francesca Tubetti | - Tatjana Rojc          | - Marco Dreosto          |